# Török Péter (labdarúgóedző)
Török Péter (Szombathely, 1940. október 8. – 2023. augusztus 7.) magyar labdarúgó, edző, sportvezető.

## Pályafutása

### Játékosként
1973-ig a Haladás VSE játékosa volt.

### Edzőként
A Szombathelyi Haladásnál sporttisztviselő volt. 1972-ig az ifjúsági csapat edzéseit irányította, azután a tartalékoknál tevékenykedett. 1973-tól pályaedző az NB I-es csapatnál.  1981-1984 között újra edzőként dolgozott. Az 1986-os labdarúgó-világbajnokság – Mexikó – után átszervezett válogatotthoz Komora Imre került szövetségi kapitánynak, Török Pétert kérte fel az egyik segítőjének. Amikor Komora távozott és a Bp. Honvédhoz szerződött, akkor ott is együtt dolgoztak. Innen a Dunaújvárosba vezetett szakmai útja. Dunaújvárosból a vezetőedzői posztról váltott az MLSZ főtitkári megbízatásra. 1989-től a görög Olimbiakósz pályaedzéseit irányította Komora mellett. 1991-1992  újra a szombathelyi együttes mestere.

### Sportvezetőként
1978-1981 és 1984-1986 között a Haladás VSE ügyvezető elnöke. 1987-ben a Magyar Labdarúgó-szövetség közgyűlése az első önálló – a Szervezeti és Működési Szabályzatban meghatározott hatáskörökkel – főtitkárának választotta. Már 1987 szeptemberében felkérték, de csak az országos értekezleten (1988) vállalta el a pozíciót. 1989. december 19-ki közgyűlésen távozott pozíciójából. 1999-től a Bp. Honvéd klubigazgatója lett.